# John Bruton
John Gerard Bruton, irl. Seán de Briotún (ur. 18 maja 1947 w Dublinie, zm. 6 lutego 2024 tamże) – irlandzki polityk i prawnik, długoletni deputowany, w latach 1990–2002 lider Fine Gael, od 1994 do 1997 premier Irlandii (taoiseach).

## Życiorys
Ukończył szkołę jezuicką Clongowes Wood College, następnie studiował ekonomię na University College Dublin i prawo w King’s Inns, uzyskując w 1970 uprawnienia barristera (prawnika reprezentującego klienta przed sądem). Zaangażował się w działalność polityczną w ramach Fine Gael, do której wstąpił w 1965.
W 1969 po raz pierwszy został wybrany do Dáil Éireann. Z powodzeniem ubiegał się o reelekcję w wyborach w 1973, 1977, 1981, lutym 1982, listopadzie 1982, 1987, 1989, 1992, 1997 i 2002, sprawując mandat deputowanego w niższej izbie irlandzkiego parlamentu 19, 20., 21., 22., 23., 24., 25., 26., 27., 28. i 29. kadencji.
W latach 1973–1977 był parlamentarnym sekretarzem. Od czerwca 1981 do marca 1982 pełnił funkcję ministra finansów. Od grudnia 1982 do grudnia 1983 był ministrem przemysłu i energii, następnie kolejno ministrem przemysłu, handlu i turystyki (do lutego 1986) i ministrem finansów (do marca 1987). Od stycznia do marca 1987 pełnił też funkcję ministra służb publicznych. W 1990 został nowym przewodniczącym Fine Gael.
Po wyborach w 1992 jego ugrupowanie znalazło się w opozycji. Gdy jednak w 1994 doszło do rozłamu w rządzącej koalicji laburzystów i Fianna Fáil, John Bruton stanął na czele nowego gabinetu tworzonego przez FG, Partię Pracy i Demokratyczną Lewicę. Urząd ten sprawował od grudnia 1994 do czerwca 1997. W okresie tym przypadła m.in. prezydencja Irlandii w Unii Europejskiej, w trakcie której finalizowano negocjacje dotyczące paktu stabilności i wzrostu.
W 2001 ustąpił z funkcji lidera partii. Pozostał członkiem parlamentu, reprezentował go w Konwencie Europejskim. W 2004 zrezygnował z mandatu deputowanego. Od grudnia 2004 do października 2009 zajmował stanowisko ambasadora Unii Europejskiej w Stanach Zjednoczonych.

## Życie prywatne
Był bratem polityka Richarda Brutona. Był żonaty z Finolą Bruton, miał czworo dzieci.